# NFL Scouting Combine
La NFL Scouting Combine è un evento sportivo di football americano della durata di una settimana che si tiene ogni anno tra la fine di febbraio e l'inizio di marzo. Durante i giorni dell'evento i capi esecutivi, gli allenatori, i medici e gli scout delle 32 squadre della National Football League (NFL) osservano oltre 300 tra i migliori giocatori provenienti dai vari college del paese che si sottopongono a test attitudinali, medici e prove individuali con l'obiettivo di dimostrare le proprie capacità in vista dell'imminente Draft NFL che si tiene alla fine di aprile.
La prima edizione dell'evento si è svolta a Tampa in Florida nel 1982 poi, dopo vari spostamenti, dal 1987 è ospitato dalla città di Indianapolis, dove si terrà almeno fino al 2026. Attualmente l'ultima edizione, quella in vista della stagione 2025, si è tenuta dal 24 febbraio al 3 marzo 2025.

## Procedura d'invito
La NFL Scouting Combine è un evento ad inviti: per partecipare alla Combine infatti al giocatore non basta essere eleggibile per il successivo Draft NFL ma occorre che un'apposita commissione, composta da 10 membri in rappresentanza degli osservatori delle squadre della NFL, lo inviti all'evento. All'interno della commissione ogni singola candidatura, proposta dai membri, deve essere votata a maggioranza per essere accettata ed il giocatore quindi invitato. Al 2022 in questa commissione 28 squadre NFL erano rappresentate tramite i due principali consorzi di scouting, Blesto e The National, mentre le restanti 4 da propri rappresentanti interni.
Essere invitati alla Combine è quindi un'attestazione di interesse da parte degli osservatori nei confronti dell'atleta e, di conseguenza, la conferma per quest'ultimo della possibilità di essere poi scelto nel corso del successivo Draft.
Inoltre l'invito alla Combine offre all'atleta la possibilità di mettere in mostra le proprie qualità direttamente davanti ai selezionatori, anche per cercare di farsi poi scegliere il prima possibile: infatti più si è selezionati prima nel Draft migliori saranno le condizioni economiche del proprio contratto da rookie.
Allo stesso tempo, visti i numeri degli atleti coinvolti, l'invito alla Combine non garantisce automaticamente al giocatore di essere poi effettivamente scelto durante il Draft: ad esempio nell'edizione della Combine del 2022 sono stati invitati 324 atleti mentre al Draft NFL 2022 le scelte a disposizione delle squadre sono state 262.

## Prove fisiche
Durante la NFL Scouting Combine gli atleti sono sottoposti a prove fisiche per valutarne le capacità in termini di forza, velocità, agilità, coordinamento, reattività e resistenza e permettere così ai selezionatori delle squadre professionistiche di avere informazioni e dati da utilizzare nel processo di scelta dei nuovi atleti da inserire nel proprio roster.

### 40-yard dash
Si tratta di una prova di corsa in linea sulle 40 yard (circa 36,5 metri) per valutare la velocità dell'atleta ma anche la sua capacità di progressione: vengono infatti cronometrati i tempi sulle 10  (tempo denominato 10-yard split), sulle 20 ed infine sulle 40 yard.

### Bench press

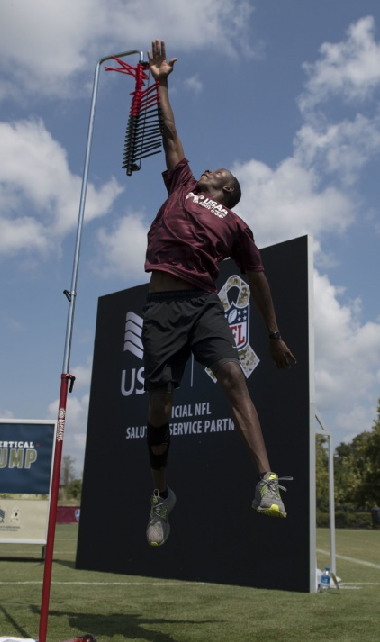
Il vertical jump

Si tratta della prova di sollevamento pesi, o più precisamente della distensione su panca, e serve a valutare la forza posseduta nella parte alta del corpo: l'atleta infatti deve sollevare da sdraiato ripetutamente 225 libbre di peso, all'incirca 102 chilogrammi, quante più volte riesce. Usualmente in questa prova dominano gli offensive lineman e i defensive lineman e, per come strutturata, sono avvantaggiati giocatori con braccia più corte.

### Vertical jump
Si tratta della prova di salto in alto da fermo e serve a valutare l'equilibrio e la potenza posseduta nella parte bassa del corpo: per eseguire questa prova l'atleta viene prima misurato con le braccia distese verso l'alto, poi si piega e salta cercando di toccare con una delle due mani delle bandierine poste a diverse altezze. L'atleta ha a disposizione due salti. La differenza tra la misurazione iniziale e quella raggiunta sulle bandierine determina l'ampiezza del salto. Questa prova è adatta non solo a valutare direttamente le doti di salto, ad esempio, dei ricevitori ma anche la reattività degli uomini di linea, caratteristica utile allo snap.

### Broad jump
Si tratta della prova di salto in lungo da fermo e serve a valutare sia l'esplosività degli arti inferiori che la reattività e l'equilibrio in un'area ristretta: l'atleta da fermo, caricandosi sulle proprie gambe, deve cercare di darsi lo slancio per fare il salto più lungo possibile e senza perdere l'equilibrio una volta atterrato. Questo test è particolarmente indicato per valutare i defensive lineman e i pass rusher.

### 3 cone drill
Si tratta della prova di corsa tra 3 coni disposti ad L ad una distanza di 5 yard l'uno dall'altro: l'atleta parte dal primo cono raggiunge il secondo e torna indietro quindi riparte sempre verso il secondo cono, gli gira attorno e raggiunge il terzo cono quindi torna indietro passando dal secondo cono ed infine torna sul primo. Questa prova è considerata una delle più complete e utili sia per i giocatori dell'attacco che della difesa richiedendo velocità, agilità ed equilibrio.

### 20-yard shuttle
Si tratta di una prova per valutare la corsa laterale e la coordinazione: l'atleta prima parte verso sinistra percorrendo 5 yard, poi scatta a destra per 10 yard ed infine ritorna verso sinistra fino al punto di partenza. Questo tipo di prova è utile in particolare per valutare linebacker e defensive back a cui è richiesta rapidità, agilità ed esplosività sulla corta distanza.

### 60-yard shuttle
Si tratta della prova di corsa più complessa, che vede l'atleta scattare verso sinistra per 5 yard, tornare verso destra per 10 yard, ritornare a sinistra per 15 yard e poi ancora a destra per 20 yard ed infine tornare verso sinistra per 10 yard fino al punto di partenza. Questa prova è molto simile a quella sulle 20 yard ma, essendo su una distanza più lunga e con più cambi di direzione, richiede maggiore resistenza.

## Record
Di seguito i record detenuti in ognuna delle prove della NFL Scouting Combine.
 Si considerano solo i risultati dal 2006 in poi quando furono adottate le regole tuttora in vigore per le varie prove, mentre già precedentemente per quelle che richiedono una misurazione di tempo (come la 40-yard dash) si faceva riferimento ai risultati dal 1999 in avanti, ossia quando fu introdotto il cronometraggio automatico.
| Prova           | Record                                 | Detentore                                                                 |
| --------------- | -------------------------------------- | ------------------------------------------------------------------------- |
| 40-yard dash    | 4 secondi e 21 centesimi               | - Xavier Worthy wide receiver (2024)                                      |
| Bench press     | 49 ripetute                            | - Stephen Paea defensive tackle (2011)                                    |
| Vertical jump   | 1 metro e 14 centimetri (45,0 pollici) | - Chris Conley wide receiver (2015) - Donald Washington cornerback (2009) |
| Broad jump      | 3 metri e 73 centimetri (147 pollici)  | - Byron Jones cornerback (2015)                                           |
| 3 cone drill    | 6 secondi e 21 centesimi               | - Jordan Thomas cornerback (2018)                                         |
| 20-yard shuttle | 3 secondi e 81 centesimi               | - Jason Allen cornerback (2006) - Brandin Cooks wide receiver (2014)      |
| 60-yard shuttle | 10 secondi e 69 centesimi              | - Derrick Martin cornerback (2006)                                        |

Fonte: NFL.com

## Misurazioni del corpo e prove attitudinali, psicologiche e mediche
Oltre alle prove fisiche gli atleti invitati alla NFL Scouting Combine sono sottoposti a misurazioni del corpo nonché a prove di tipo attitudinale, psicologico e medico.

### Misurazioni del corpo
Ogni atleta è sottoposto a delle misurazioni del corpo in termini di altezza, peso, dimensione della mano e lunghezza del braccio. Tali dati sono importanti per fornire un contesto su quanto sia effettivamente atletico un giocatore dal punto di vista prettamente fisico, nonché a valutare quanto sia adatto a svolgere un determinato ruolo. Solitamente l'altezza è più importante per valutare ruoli quali il quarterback, il wide receiver e il cornerback, mentre il peso per i defensive tackle che sono i giocatori che devono sostenere maggiormente i contrasti in campo. La dimensione della mano rientra nella valutazione di quarterback e wide receiver, i giocatori che maggiormente gestiscono la palla durante le azioni, mentre la lunghezza del braccio per gli uomini di linea, sia offensiva che difensiva.

### Prove attitudinali
Sulla base del ruolo ricoperto in campo l'atleta è sottoposto a delle specifiche prove attitudinali per valutare le sue capacità tecniche e tattiche. Ad esempio con il one-on-one pass coverage si valuta la capacità di un difensore (cornerback o safety) di marcare un wide receiver per impedirgli di ricevere il passaggio dal quarterback.

### Prove psicologiche
Durante la Combine gli atleti sono sottoposti al così detto Wonderlic test, un quiz composto da 50 domande da concludere in 12 minuti,  affiancato dal 2013 da un ulteriore test psicologico più corposo e della durata di 60 minuti. Questi test sono volti a misurare un'ampia gamma di competenze psicologiche ed intellettive dell'atleta, a partire dall'intelligenza di base per passare alla capacità e allo stile di apprendimento, alle motivazioni, alla capacità di prendere decisioni, alla risposta alla pressione psicologica o a stimoli inaspettati. Il risultato di questi test rimane confidenziale.

### Prove mediche

#### Valutazione medica e sugli infortuni
Ogni atleta si sottopone a visite mediche e ad esami radiologici per determinare il suo stato di salute attuale nonché gli infortuni subiti in passato. Atleti che partecipano alla Combine infortunati sono attentamente controllati per verificarne la situazione e i tempi di recupero.

#### Test antidroga
Un test antidroga delle urine viene eseguito da ogni atleta per controllare tutte le sostanze non ammesse nella NFL: droghe quali marijuana o cocaina ma anche sostanze dopanti.

#### Screening dei movimenti funzionali
Lo screening dei movimenti funzionali fu aggiunto nel 2015 e arricchito poi nel 2018: questo comprende una serie di test che da un lato mirano a valutare le competenze dell'atleta nell'esecuzione dei movimenti funzionali di base e, dall'altro, predire quali infortuni l'atleta rischia di correre durante la sua carriera, quali allenamenti dovrà fare per mantenersi sano e quale sport e/o posizione in campo meglio si adattano alle sue capacità.

#### Cybex test
Il Cybex test serve a valutare, tramite un'apposita strumentazione, la flessibilità e il movimento articolare dell'atleta. Questo test è preso in alta considerazione soprattutto per atleti infortunati o che hanno sofferto di infortuni in passato.

## Edizioni
Nel seguito sono elencate le edizioni della NFL Scouting Combine dal 2009 in poi e le tre migliori prestazioni fatte registrare nelle prove fisiche.
Sigle dei ruoli utilizzati:
- QB per quarterback
- WR per wide receiver
- RB per running back
- TE per tight end

- C per centro
- OT per offensive tackle
- CB per cornerback
- LB per linebacker

- OL per offensive lineman
- G per guardia
- NT per nose tackle
- DL per defensive lineman

- DT per defensive tackle
- DB per defensive back
- DE per defensive end
- S per safety, FS per free safety, SS per strong safety

### 2025
L'evento si è svolto per la 38ª volta consecutiva ad Indianapolis, dal 24 febbraio al 3 marzo, vedendo la partecipazione di 329 atleti.
| Prova           | Migliori prestazioni |
| --------------- | --- |
| 40-yard dash    | 1. Maxwell Hairston CB con 4 secondi e 28 centesimi 2. Matthew Golden WR con 4 secondi e 29 centesimi 3. Darien Porter CB e Dont'e Thornton Jr. WR con 4 secondi e 30 centesimi |
| Bench press     | 1. Luke Kandra G con 33 ripetute 2. CJ Dippre TE e Ethan Downs DE con 32 ripetute                                                                                               |
| Vertical jump   | 1. Nick Emmanwori S con 1 metro e 9 centimetri 2. Sam Brown Jr. WR, Kitan Crawford S, R.J. Mickens S e Jaylin Noel WR con 1 metro e 5 centimetri                                |
| Broad jump      | 1. Nick Emmanwori S con 3 metri e 50 centimetri 2. Robert Longerbeam CB e Jaylin Noel WR con 3 metri e 42 centimetri                                                            |
| 3 cone drill    | 1. Tez Johnson WR con 6 secondi e 65 centesimi 2. Darien Porter CB con 6 secondi e 71 centesimi 3. Hunter Wohler S con 6 secondi e 72 centesimi                                 |
| 20-yard shuttle | 1. Kitan Crawford S con 4 secondi e 3 centesimi 2. Darien Porter CB con 4 secondi e 4 centesimi 3. Isaac TeSlaa WR con 4 secondi e 5 centesimi                                  |
| 60-yard shuttle | Nessun atleta ha svolto la prova |

Fonte: NFL Combine 2025

### 2024
Per la 37ª volta di fila l'evento si è svolto ad Indianapolis, dal 29 febbraio al 3 marzo 2024, e ha visto la partecipazione di 321 atleti.
| Prova           | Migliori prestazioni |
| --------------- | --- |
| 40-yard dash    | 1. Xavier Worthy WR con 4 secondi e 21 centesimi 2. Nate Wiggins CB con 4 secondi e 28 centesimi 3. Quinyon Mitchell CB, Brian Thomas Jr. WR e Isaac Guerendo RB con 4 secondi e 33 centesimi |
| Bench press     | 1. Jordan Jefferson DT con 34 ripetute 2. Jared Verse DE con 31 ripetute 3. Tyler Davis DT e Kris Jenkins DT con 29 ripetute                                                                  |
| Vertical jump   | 1. Elijah Jones CB, Malik Washington WR, Jalen Coker WR e Daequan Hardy CB con 1 metro e 8 centimetri                                                                                         |
| Broad jump      | 1. Tyler Owens S con 3 metri e 70 centimetri 2. Max Melton CB e Adonai Mitchell con 3 metri e 45 centimetri                                                                                   |
| 3 cone drill    | 1. Kamar Lassiter CB con 6 secondi e 62 centesimi 2. Ricky Pearsall WR con 6 secondi e 64 centesimi 3. Luke McCaffrey WR con 6 secondi e 70 centesimi                                         |
| 20-yard shuttle | 1. Myles Hardon CB con 3 secondi e 98 centesimi 2. Mike Sainristil CB con 4 secondi e 1 centesimo 3. Luke McCaffrey WR con 4 secondi e 2 centesimi                                            |
| 60-yard shuttle | Nessun atleta ha svolto la prova |

Fonte: NFL Combine 2024

### 2023
L'evento si è svolto dal 28 febbraio al 6 marzo 2023 con 319 atleti invitati. A questa edizione partecipò l'italiano Habakkuk Baldonado.
| Prova           | Migliori prestazioni |
| --------------- | --- |
| 40-yard dash    | 1. D.J. Turner II CB con 4 secondi e 26 centesimi 2. Jakorian Bennett CB con 4 secondi e 30 centesimi 3. De'Von Achane RB con 4 secondi e 32 centesimi     |
| Bench press     | 1. Andrew Vorhees G con 38 ripetute 2. Anthony Bradford G, Jovaughn Gwyn G Mazi Smith DT con 34 ripetute                                                   |
| Vertical jump   | 1. Jartavius Martin S con 1 metro e 11 centimetri 2. Jason Taylor II S con 1 metro e 9 centimetri 3. Deonte Banks CB con 1 metro e 6 centimetri            |
| Broad jump      | 1. Julius Brents CB con 3 metri e 50 centimetri 2. Deonte Banks CB con 3 metri e 45 centimetri 3. Jalin Hyatt WR con 3 metri e 42 centimetri               |
| 3 cone drill    | 1. Jaxon Smith-Njigba WR con 6 secondi e 57 centesimi 2. Julius Brents CB con 6 secondi e 63 centesimi 3. Jack Cambell LB con 6 secondi e 74 centesimi     |
| 20-yard shuttle | 1. Jaxon Smith-Njigba WR con 3 secondi e 93 centesimi 2. Julius Brents CB con 4 secondi e 5 centesimi 3. Darnell Washington TE con 4 secondi e 8 centesimi |
| 60-yard shuttle | Nessun atleta ha svolto la prova |

Fonte: NFL Combine 2023

### 2022
L'evento si è svolto dal 1° al 7 marzo 2022 con 324 atleti invitati.
| Prova           | Migliori prestazioni |
| --------------- | --- |
| 40-yard dash    | 1. Kalon Barnes CB con 4 secondi e 23 centesimi 2. Tariq Woolen CB con 4 secondi e 26 centesimi 3. Tyquan Thornton WR con 4 secondi e 28 centesimi |
| Bench press     | 1. Zion Johnson G con 32 ripetute 2. Cole Strange G e Jamaree Salyer G con 31 ripetute                                                             |
| Vertical jump   | 1. Channing Tindall LB e Tariq Woolen CB con 1 metro e 6 centimetri 2. Dominique Robinson edge con 1 metro e 4 centimetri                          |
| Broad jump      | 1. Christian Watson WR con 3 metri e 45 centimetri 2. Isaiah Weston WR e Calvin Austin WR con 3 metri e 42 centimetri                              |
| 3 cone drill    | 1. Zyon McCollum CB con 6 secondi e 48 centesimi 2. Daxton Hill S con 6 secondi e 57 centesimi 3. Tycen Anderson S con 6 secondi e 64 centesimi    |
| 20-yard shuttle | 1. Zyon McCollum CB con 3 secondi e 94 centesimi 2. Daxton Hill S con 4 secondi e 6 centesimi 3. Calvin Austin con 4 secondi e 7 centesimi         |
| 60-yard shuttle | Nessun atleta ha svolto la prova |

Fonte: NFL Combine 2022

### 2021
L'evento non si è tenuto a causa delle limitazioni per la pandemia di COVID-19. La NFL ha comunque invitato 323 atleti a prendere parte a delle sezioni di prova individuale da svolgersi durante i così detti pro-day, ossia le giornate organizzate dai college per far visionare i propri atleti dalle squadre professionistiche, mentre interviste e colloqui furono svolte in modalità telematica.

### 2020
L'evento si è svolto dal 24 febbraio al 1º marzo con 337 atleti invitati.
| Prova           | Migliori prestazioni |
| --------------- | --- |
| 40-yard dash    | 1. Henry Ruggs III WR con 4 secondi e 27 centesimi 2. Javelin Guidry CB con 4 secondi e 29 centesimi 3. Quez Watkins WR con 4 secondi e 35 centesimi      |
| Bench press     | 1. Netane Muti LB con 44 ripetute 2. Simon Stepaniak LB con 37 ripetute 3. John Simpson LB con 34 ripetute                                                |
| Vertical jump   | 1. Donovan Peoples-Jones WR con 1 metro e 13 centimetri 2. Jalen Reagor WR, Kyle Dugger S, Dante Olson LB e Henry Ruggs III WR con 1 metro e 7 centimetri |
| Broad jump      | 1. Donovan Peoples-Jones WR con 3 metri e 53 centimetri 2. Jalen Reagor WR e Jeremy Chinn S con 3 metri e 50 centimetri                                   |
| 3 cone drill    | 1. Denzel Mims WR con 6 secondi e 66 centesimi 2. K'Von Wallace S con 6 secondi e 76 centesimi 3. Adam Trautman TE con 6 secondi e 78 centesimi           |
| 20-yard shuttle | 1. John Reid CB con 3 secondi e 97 centesimi 2. Myles Bryant CB con 4 secondi e 2 centesimi 3. JaMycal Hasty RB con 4 secondi e 3 centesimi               |
| 60-yard shuttle | Nessun atleta ha svolto la prova |

Fonte: NFL Combine 2020

### 2019
L'evento si è svolto dal 26 febbraio al 4 marzo con 337 atleti invitati.
| Prova           | Migliori prestazioni |
| --------------- | --- |
| 40-yard dash    | 1. Zedrick Woods S 4 secondi e 29 centesimi 2. Jamel Dean CB 4 secondi e 30 centesimi 3. Andy Isabella WR e Parris Campbell wire receiver 4 secondi e 31 centesimi |
| Bench press     | 1. Iosua Opera LB con 39 ripetute 2. Dexter Lawrence LB con 36 ripetute 3. Albert Huggins LB con 35 ripetute                                                       |
| Vertical jump   | 1. Juan Thornhill S con 1 metro e 11 centimetri 2. Emanuel Hall WR e Miles Boykin WR con 1 metro e 10 centimetri                                                   |
| Broad jump      | 1. Juan Thornhill S e Emanuel Hall WR con 3 metri e 58 centimetri 2. Miles Boykin WR con 3 metri e 55 centimetri                                                   |
| 3 cone drill    | 1. David Long CB con 6 secondi e 45 centesimi 2. Marvell Tell S con 6 secondi e 63 centesimi 3. Easton Stick QB con 6 secondi e 65 centesimi                       |
| 20-yard shuttle | 1. David Long CB con 3 secondi e 97 centesimi 2. Taylor Rapp S con 3 secondi e 99 centesimi 3. Marvell Tell S con 4 secondi e 1 centesimo                          |
| 60-yard shuttle | 1. Taylor Rapp S con 11 secondi e 33 centesimi 2. Maxx Crosby DE con 11 secondi e 35 centesimi 3. Lukas Denis S e Willl Harris S con 11 secondi e 42 centesimi     |

Fonte: NFL Combine 2019

### 2018
L'evento si è svolto dal 27 febbraio al 5 marzo con 366 atleti invitati.
| Prova           | Migliori prestazioni |
| --------------- | --- |
| 40-yard dash    | 1. Donte Jackson CB, Parry Nickerson CB e Denzel Ward CB con 4 secondi e 32 centesimi                                                                    |
| Bench press     | 1. Harrison Phillips DT con 42 ripetizioni 2. Vita Vea DT con 41 ripetizioni 3. Will Hernandez G con 37 ripetizioni                                      |
| Vertical jump   | 1. Terrell Edmunds S, Mike Gesicki TE, Joshua Kalu S e Matthew Thomas LB con 1 metro e 5 centimetri                                                      |
| Broad jump      | 1. Denzel Ward CB con 3 metri e 45 centimetri 2. Terrell Edmundus S, Joshua Kalu S e Chandon Sullivan CB con 3 metri e 40 centimetri                     |
| 3 cone drill    | 1. Jordan Thomas CB con 6 secondi e 28 centesimi 2. Grant Haley CB e Avonte Maddox CB con 6 secondi e 51 centesimi                                       |
| 20-yard shuttle | 1. Grant Haley CB e Jordan Thomas CB con 3 secondi e 94 centesimi 2. Jaire Alexander CB con 3 secondi e 98 centesimi                                     |
| 60-yard shuttle | 1. Avonte Maddox CB con 10 secondi e 72 centesimi 2. Godwin Igwebuike S con 10 secondi e 81 centesimi 3. Dylan Cantrell WR con 10 secondi e 85 centesimi |

Fonte: NFL Combine 2018

### 2017
L'evento si è svolto dal 28 febbraio al 6 marzo con 330 atleti invitati.
| Prova           | Migliori prestazioni |
| --------------- | --- |
| 40-yard dash    | 1. John Ross con 4 secondi e 22 centesimi 2. Jalen Myrick CB con 4 secondi e 28 centesimi 3. Curtis Samuel WR con 4 secondi e 31 centesimi                                                  |
| Bench press     | 1. Isaac Asiata G e Carl Lawson DE con 35 ripetizioni 2. Aviante Collins OT, Jermaine Eluemunor OL e Forrest Lamp G con 34 ripetizioni                                                      |
| Vertical jump   | 1. Obi Melifonwu S con 1 metro e 12 centimetri 2. Speedy Noil WR e Marcus Williams S con 1 metro e 10 centimetri                                                                            |
| Broad jump      | 1. Obi Melifonwu S con 3 metri e 58 centimetri 2. Robert Davis WR e Fabian Moreau CB con 3 metri e 45 centimetri                                                                            |
| 3 cone drill    | 1. Kevin King CB con 6 secondi e 56 centesimi 2. Christian McCaffrey RB e Taywan Taylor con 6 secondi e 57 centesimi                                                                        |
| 20-yard shuttle | 1. Kevin King CB con 3 secondi e 89 centesimi 2. Howard Wilson CB con 3 secondi e 94 centesimi 3. Chris Godwin WR e Ryan Switzer con 4 secondi netti                                        |
| 60-yard shuttle | 1. Shelton Gibson WR con 10 secondi e 71 centesimi 2. Christian McCaffrey RB con 11 secondi e 3 centesimi 3. Kevin King CB, Ryan Switzer WR e Trent Taylor WR con 11 secondi e 14 centesimi |

Fonte: NFL Combine 2017

### 2016
L'evento si è svolto dal 22 al 25 febbraio con 332 atleti invitati.
| Prova           | Migliori prestazioni |
| --------------- | --- |
| 40-yard dash    | 1. Keith Marshall RB con 4 secondi e 31 centesimi 2. Will Fuller WR con 4 secondi e 32 centesimi 3. Jonathan Jones CB con 4 secondi e 33 centesimi                       |
| Bench press     | 1. Christian Westerman G con 34 ripetizioni 2. Chrsi Mayes DT, Connor McGovern C con 33 ripetizioni                                                                      |
| Vertical jump   | 1. Daniel Lasco RB e Jalen Ramsey CB con 1 metro e 5 centimetri 2. Josh Doctson WR, DeAndre Elliott CB, Dadi Nicolas DE e Sterling Shepard WR con 1 metro e 4 centimetri |
| Broad jump      | 1. Daniel Lasco RB e Jalen Ramsey CB con 3 metri e 43 centimetri 2. Darron Lee LB con 3 metri e 38 centimetri                                                            |
| 3 cone drill    | 1. Devon Cajuste WR con 6 secondi e 49 centesimi 2. Justin Simmons FS con 6 secondi e 58 centesimi 3. Trevor Davis WR con 6 secondi e 60 centesimi                       |
| 20-yard shuttle | 1. Justin Simmons FS con 3 secondi e 85 centesimi 2. Tavon Young CB con 3 secondi e 93 centesimi 3. DeAndre Elliott CB con 3 secondi e 94 centesimi                      |
| 60-yard shuttle | 1. Braxton Miller WR con 10 secondi e 84 centesimi 2. Justin Simmons FS con 10 secondi e 84 centesimi 3. Daryl Worley CB con 10 secondi e 87 centesimi                   |

Fonte: NFL Combine 2016

### 2015
L'evento si è svolto dal 22 al 25 febbraio.
| Prova           | Migliori prestazioni |
| --------------- | --- |
| 40-yard dash    | 1. J.J. Nelson WR con 4 secondi e 28 centesimi 2. Trae Waynes CB con 4 secondi e 31 centesimi 3. Phillip Dorsett WR con 4 secondi e 33 centesimi             |
| Bench press     | 1. Ereck Flowers OT con 37 ripetizioni 2. Mitch Morse G con 36 3. Vic Beasley LB, Sean Hickey OT, Deon Simon NT con 35 ripetizioni                           |
| Vertical jump   | 1. Chris Conley CB con 1 metro e 14 centimetri 2. Byron Jones CB con 1 metro e 13 centimetri 3. Ameer Abdullah RB e Davis Tull LB con 1 metro e 8 centimetri |
| Broad jump      | 1. Byron Jones CB con 3 metri e 73 centimetri 2. Chris Conley WR con 3 metri e 53 centimetri 3. Bud Dupree LB con 3 metri e 51 centimetri                    |
| 3 cone drill    | 1. Justin Coleman CB con 6 secondi e 61 centesimi 2. Justin Hardy WR con 6 secondi e 63 centesimi 3. Mario Alford WR con 6 secondi e 64 centesimi            |
| 20-yard shuttle | 1. Bobby McCain CB con 3 secondi e 82 centesimi 2. Kevin Johnson CB con 3 secondi e 89 centesimi 3. Byron Jones CB con 3 secondi e 94 centesimi              |
| 60-yard shuttle | 1. Byron Jones CB con 10 secondi e 98 centesimi 2. Melvin Gordon RB con 11 secondi e 00 centesimi 3. Ben Heeney LB con 11 secondi e 06 centesimi             |

Fonte: NFL Combine 2015

### 2014
L'evento si è svolto dal 22 al 25 febbraio.
| Prova           | Migliori prestazioni |
| --------------- | --- |
| 40-yard dash    | 1. Dri Archer RB con 4 secondi e 26 centesimi 2. Brandin Cooks WR con 4 secondi e 33 centesimi 3. John Brown WR con 4 secondi e 34 centesimi                                          |
| Bench press     | 1. Russell Bodine C con 42 ripetizioni 2. Matt Feiler OT, Tyler Larsen C, Corey Linsley C, Kaleb Ramsey DE e Antonio Richardson OT con 36 ripetizioni                                 |
| Vertical jump   | 1. Ryan Shazier LB con 1 metro e 7 centimetri 2. Stanley Jean-Baptiste CB e Lache Seastrunk RB con 1 metro e 5 centimetri                                                             |
| Broad jump      | 1. Lake Seastrunk RB con 3 metri e 40 centimetri 2. Pierre Desir CB con 3 metri e 38 centimetri 3. Jerick McKinnon RB, Donte Moncrief WR e Tevin Reese WR con 3 metri e 35 centimetri |
| 3 cone drill    | 1. Daniel Sorensen FS con 6 secondi e 47 centesimi 2. Damian Copeland WR con 6 secondi e 53 centesimi 3. Jordan Lynch QB con 6 secondi e 55 centesimi                                 |
| 20-yard shuttle | 1. Brandin Cooks WR con 3 secondi e 81 centesimi 2. Damian Copeland WR con 3 secondi e 90 centesimi 3. Odell Beckham WR e Isaiah Burse WR con 3 secondi e 94 centesimi                |
| 60-yard shuttle | 1. Brandin Cooks WR con 10 secondi e 72 centesimi 2. Daniel Sorensen FS con 10 secondi e 80 centesimi 3. Damian Copeland WR con 10 secondi e 84 centesimi                             |

Fonte: NFL Combine Results 2014

### 2013
L'evento si è svolto dal 23 al 26 febbraio.
| Prova           | Migliori prestazioni |
| --------------- | --- |
| 40-yard dash    | 1. Marquise Goodwin WR con 4 secondi e 27 centesimi 2. Tavon Austin, WR, Onterio McCalebb RB e Ryan Swope WR con 4 secondi e 33 centesimi     |
| Bench press     | 1. Margus Hunt DE e Brandon Williams DT con 38 ripetizioni 2. Akeem Spencer DT con 37 ripetizioni                                             |
| Vertical jump   | 1. Christine Michael RB con 1 metro e 9 centimetri 2. Jamie Collins LB con 1 metro e 5 centimetri 3. Eric Reid FS con 1 metro e 3 centimetri  |
| Broad jump      | 1. Jamie Collins LB con 3 metri e 53 centimetri 2. Justin Hunter WR con 3 metri e 45 centimetri 3. Eric Reid FS con 3 metri e 40 centimetri   |
| 3 cone drill    | 1. Will Davis CB con 6 secondi e 52 centesimi 2. T.J. Moe WR con 6 secondi e 53 centesimi 3. Josh Evans FS con 6 secondi e 64 centesimi       |
| 20-yard shuttle | 1. B.W. Webb CB con 3 secondi e 84 centesimi 2. Desmond Trufant CB con 3 secondi e 85 centesimi 3. T.J. Moe WR con 3 secondi e 96 centesimi   |
| 60-yard shuttle | 1. T.J. Moe WR con 10 secondi e 87 centesimi 2. B.W. Webb CB con 11 secondi e 06 centesimi 3. Markus Wheaton WR con 11 secondi e 16 centesimi |

Fonte: NFL Combine Results 2013

### 2012
L'evento si è svolto dal 25 al 28 febbraio.
| Prova           | Migliori prestazioni |
| --------------- | --- |
| 40-yard dash    | 1. Josh Robinson CB con 4 secondi e 33 centesimi 2. Travis Benjamin WR, Stephen Hill WR e Chris Owusu WR con 4 secondi e 36 centesimi                             |
| Bench press     | 1. Dontari Poe OT con 44 ripetizioni 2. David Molk C con 41 ripetizioni 3. Loni Fangupo DT, Ronnel Lewis OL, Mike Martin DT e Kendall Reyes DT con 35 ripetizioni |
| Vertical jump   | 1. Kashif Moore WR con 1 metro e 10 centimetri 2. Jerrell Jackson WR e David Wilson RB con 1 metro e 4 centimetri                                                 |
| Broad jump      | 1. Stephen Hill WR e Josh Robinson CB con 3 metri e 38 centimetri 2. David Wilson RB con 3 metri e 35 centimetri                                                  |
| 3 cone drill    | 1. Chris Rainey RB con 6 secondi e 50 centesimi 2. Junior Hemingway WR con 6 secondi e 59 centesimi 3. Danny Coale WR con 6 secondi e 69 centesimi                |
| 20-yard shuttle | 1. Chris Rainey RB con 3 secondi e 93 centesimi 2. Junior Hemingway WR e Eric Page WR con 3 secondi e 98 centesimi                                                |
| 60-yard shuttle | 1. Jamell Fleming CB con 10 secondi e 75 centesimi 2. Chris Rainey DB con 11 secondi e 6 centesimi 3. Jerrell Jackson WR con 11 secondi e 8 centesimi             |

### 2011
L'evento si è svolto dal 26 febbraio al 1º marzo.
| Prova           | Migliori prestazioni |
| --------------- | --- |
| 40-yard dash    | 1. DeMarcus Van Dyke DB con 4 secondi e 28 centesimi 2. Patrick Peterson DB e Da'Rel Scott RB con 4 secondi e 34 centesimi                                |
| Bench press     | 1. Stephen Paea DT con 49 ripetizioni 2. Marvin Austin DL con 38 ripetizioni 3. Bruce Miller DL con 35 ripetizioni                                        |
| Vertical jump   | 1. Virgil Green TE con 1 metro e 8 centimetri 2. Jonathan Baldwin WR e Dontay Moch DL con 1 metro e 7 centimetri                                          |
| Broad jump      | 1. Julio Jones CB con 3 metri e 43 centimetri 2. Edmond Gates WR con 3 metri e 32 centimetri 3. Virgil Green TE e Andre Holmes WR con 3 m e 29 centimetri |
| 3 cone drill    | 1. Jeffrey Maehl WR con 6 secondi e 42 centesimi 2. Buster Skrine DB con 6 secondi e 44 centesimi 3. Dane Sanzenbacher WR con 6 secondi e 46 centesimi    |
| 20-yard shuttle | 1. Austin Pettis WR con 3 secondi e 88 centesimi 2. Shiloh Keo DB e Buster Skrine DB con 3 secondi e 90 centesimi                                         |
| 60-yard shuttle | 1. Buster Skrine DB con 10 secondi e 75 centesimi 2. Cortez Allen DB con 10 secondi e 87 centesimi 3. Jeffrey Maehl WR con 10 secondi e 88 centesimi      |

### 2010
L'evento si è svolto dal 26 febbraio al 2 marzo.
| Prova           | Migliori prestazioni |
| --------------- | --- |
| 40-yard dash    | 1. Jacoby Ford WR con 4 secondi e 28 centesimi 2. Trindon Holliday WR con 4 secondi e 34 centesimi 3. Jahvid Best RB con 4 secondi e 35 centesimi          |
| Bench press     | 1. Mitch Petrus OL con 45 ripetizioni 2. Jeff Owens DL con 44 ripetizioni 3. Linval Joseph DL con 39 ripetizioni                                           |
| Vertical jump   | 1. A.J. Jefferson CB con 1 metro e 12 centimetri 2. Dorin Dickerson TE con 1 metro e 10 centimetri 3. Eric Berry S con 1 metro e 9 centimetri              |
| Broad jump      | 1. Chris Cook CB con 3 metri e 35 centimetri 2. Eric Berry S con 3 metri e 29 centimetri 3. Brandon Ghee CB e Jerome Murphy CB con 3 metri e 22 centimetri |
| 3 cone drill    | 1. Scott Long WR con 6 secondi e 45 centesimi 2. Trindon Holliday WR con 6 secondi e 54 centesimi 3. Cody Grimm linebacker con 6 secondi e 58 centesimi    |
| 20-yard shuttle | 1. A.J. Jefferson CB con 4 secondi e 00 centesimi 2. Blair White WR con 4 secondi e 3 centesimi 3. Jerome Murphy CB con 4 secondi e 5 centesimi            |
| 60-yard shuttle | 1. A.J. Jefferson CB con 11 secondi e 4 centesimi 2. Vern Verner CB e Scott Long WR con 11 secondi e 6 centesimi                                           |

### 2009
L'evento si è svolto dal 21 al 24 febbraio.
| Prova           | Migliori prestazioni |
| --------------- | --- |
| 40-yard dash    | 1. Darrius Heyward-Bey WR con 4 secondi e 30 centesimi 2. Mike Wallace WR con 4 secondi e 33 centesimi 3. Johnny Knox WR con 4 secondi e 34 centesimi |
| Bench press     | 1. Louis Vasquez OL con 39 ripetizioni 2. Terrance Taylor DL con 37 ripetizioni 3. Roy Miller DL con 36 ripetizioni                                   |
| Vertical jump   | 1. Donald Washington CB con 1 metro e 14 centimetri 2. Darius Butler CB con 1 metro e 9 centimetri 3. Jarett Dillard WR con 1 metro e 8 centimetri    |
| Broad jump      | 1. Donald Washington CB con 3 metri e 43 centimetri 2. Darius Butler CB con 3 metri e 40 centimetri. 3. David Bruton SS con 3 metri e 35 centimetri   |
| 3 cone drill    | 1. Malcolm Jenkins CB con 6 secondi e 59 centesimi 2. Sherrod Martin SS e David Bruton SS con 6 secondi e 60 centesimi                                |
| 20-yard shuttle | 1. Kevin Barnes CB con 3 secondi e 96 centesimi 2. Victor Harris CB e Sherrod Martin SS con 3 secondi e 98 centesimi                                  |
| 60-yard shuttle | 1. Brian Hartline WR con 10 secondi e 92 centesimi 2. David Bruton SS con 10 secondi e 96 centesimi 3. Morgan Trent CB con 11 secondi e 07 centesimi  |